# Rampe de Laffrey
La rampe de Laffrey, appelée aussi descente de Laffrey ou côte de Laffrey, est un tronçon de la RN 85 dite route Napoléon, route alpine qui relie Gap à Grenoble. Elle se situe entre les communes de Laffrey et de Vizille dans le département de l'Isère, à une quinzaine de kilomètres au sud-est de Grenoble.
Portion de route à forte déclivité, elle est tristement célèbre pour les nombreux accidents qu'elle a connus, dont ceux de 1946 (dix-huit morts), de 1973 (quarante-trois morts), de 1975 (vingt-neuf morts) et de 2007 (vingt-six morts). Les trois derniers concernent des pèlerins de retour du sanctuaire marial de Notre-Dame de La Salette, et comptent parmi les accidents de la route les plus meurtriers de France.
La route a été empruntée à plusieurs reprises par les compétitions cyclistes internationales du Tour de France et du Critérium du Dauphiné.

## Description

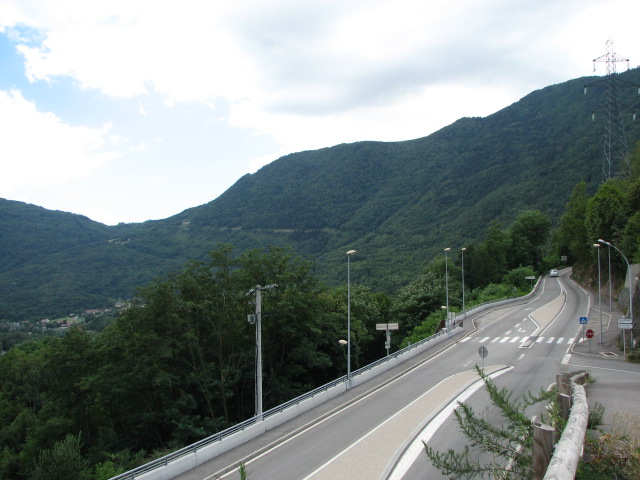
Vue de la descente, à flanc de montagne, depuis la bifurcation vers le village de Notre-Dame-de-Mésage jusqu'au plateau de Laffrey en haut à gauche (soit les 3/4 de la descente).

La rampe débute au centre du village de Laffrey à une altitude de 910 mètres, sur la marge septentrionale du plateau de la Matheysine. Elle descend alors à flanc de montagne, empiétant sur le territoire de Saint-Pierre-de-Mésage, traversant celui de Notre-Dame-de-Mésage et finissant au hameau du Grand-Pont (Notre-Dame-de-Mésage) juste avant le pont qui franchit la Romanche et marque l'entrée dans la ville de Vizille à une altitude de 300 mètres, soit plus de 600 mètres de dénivelé. Cette portion de route est longue de 6,5 km, légèrement sinueuse mais avec de larges virages sur sa partie haute et relativement droite sur sa partie basse. Mais surtout, elle présente une forte déclivité, avec une pente moyenne de 12 % dans sa partie inférieure et quelques courts segments à 16 et 18 %, la descente finissant par un virage à 110° précédant le pont sur la Romanche.
Cette forte déclivité a fait de la côte de Laffrey une route de tests jusque dans les années 1970 pour les camions Berliet, un parcours d'une course de motos jusqu'au début des années 1960 et un passage réputé lors de certaines étapes alpines du Tour de France.

## Accidents

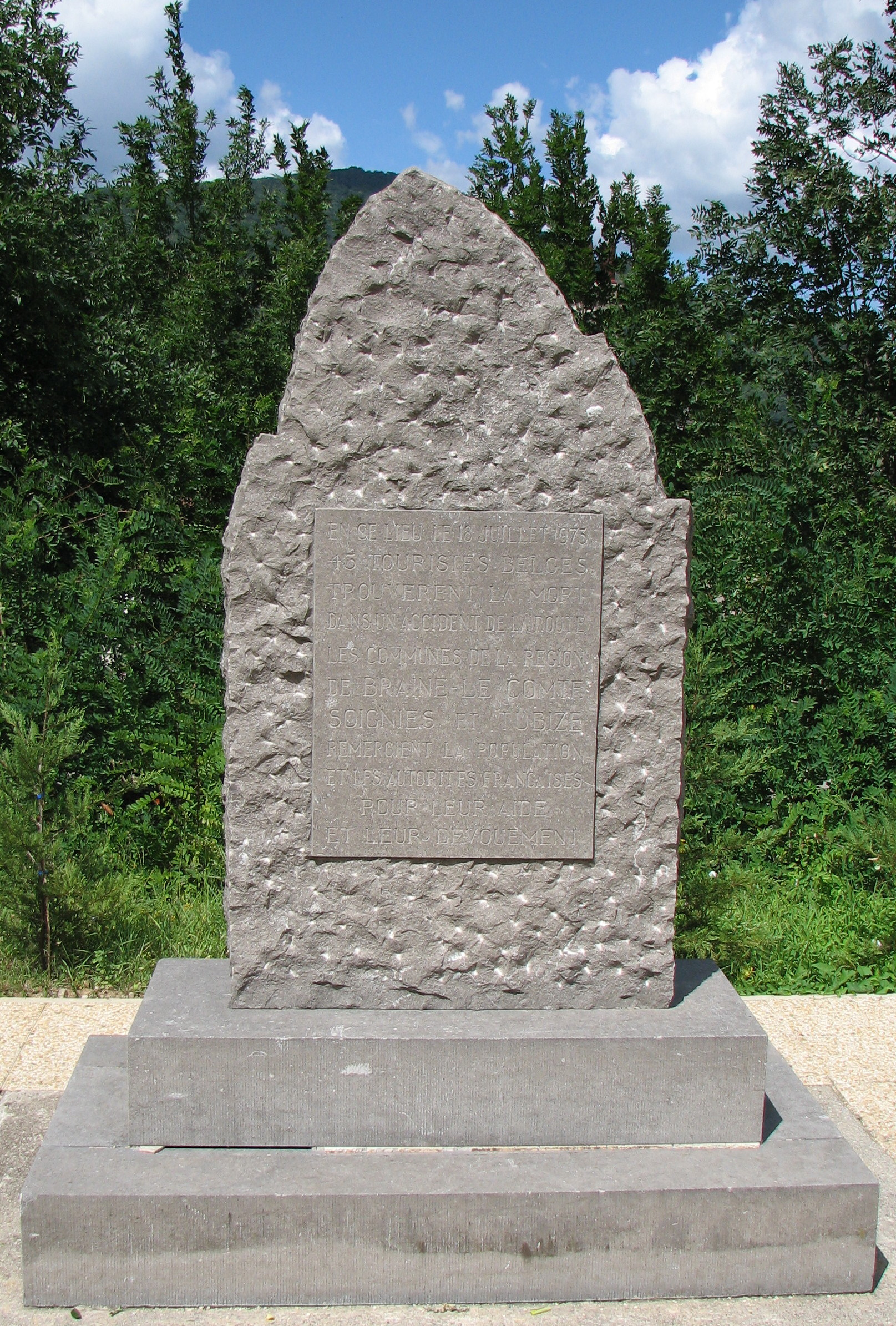
Plaque érigée dans le bas de la descente de Laffrey, à la mémoire des quarante-sept pèlerins belges tués dans l'accident du 18 juillet 1973.

Cette descente connaît de très nombreux accidents routiers. De 1946 à 2007, on compte au moins cent-cinquante morts. C'est l'une des portions de route les plus meurtrières de France.
En 1946, un car transportant des pèlerins du Beaujolais, à l’occasion de l’année mariale, chute dans le ravin de la Romanche. Dix-huit personnes trouvent la mort dans l’accident (une stèle rappelle cet accident à la bifurcation vers Saint-Pierre-de-Mésage).
En 1956, un car néerlandais subit le même type d'accident au même endroit et sept personnes sont tuées.
En 1968, un camion quitte la route et tombe dans le vide, ses deux occupants sont tués.
En 1970, un car transportant des pèlerins à une vitesse excessive heurte plusieurs murs avant de s'immobiliser sur le bas-côté. Cinq passagers aveugles, originaires du Nord, sont tués.
En 1974, un camion sans frein heurte une automobile, quatre morts.
Mais trois accidents de cars ont été encore plus meurtriers : il s'agit de trois cars transportant des pèlerins de retour du sanctuaire marial de Notre-Dame de La Salette et qui se sont écrasés dans le bas de la descente de Laffrey, en 1973, 1975 et 2007.

### Accident du car belge du 18 juillet 1973
Un car transportant des pèlerins belges de la région de Braine-le-Comte, Soignies et Tubize, rate son virage en bas de la descente avant le franchissement du pont sur la Romanche et s'écrase en contrebas. L'accident fait quarante-trois morts. Le maire de Laffrey de l'époque dénonce une route particulièrement dangereuse, et évoque les déjà plus de cent morts dans cette descente lors des vingt-cinq dernières années. L'accident est alors appelé accident de Vizille car il s'est produit juste avant le pont qui marque l'entrée dans la ville de Vizille mais qui est en fait situé dans la commune de Notre-Dame-de-Mésage. Une stèle rappelant cet accident a été érigée de ce côté du pont.

### Accident du car français du 2 avril 1975
Un autocar qui ramenait des pèlerins à Sully-sur-Loire (Loiret) se retrouve sans frein en bas de la descente, il chute dans le ravin à une vitesse estimée à 120 km/h et s'écrase dans un jardin en contrebas ; l'accident tue vingt-neuf personnes. À la suite de cette nouvelle catastrophe, le contrôle du dispositif électronique de freinage et le contrôle annuel des poids-lourds sont instaurés en France.

### Accident du car polonais du 22 juillet 2007

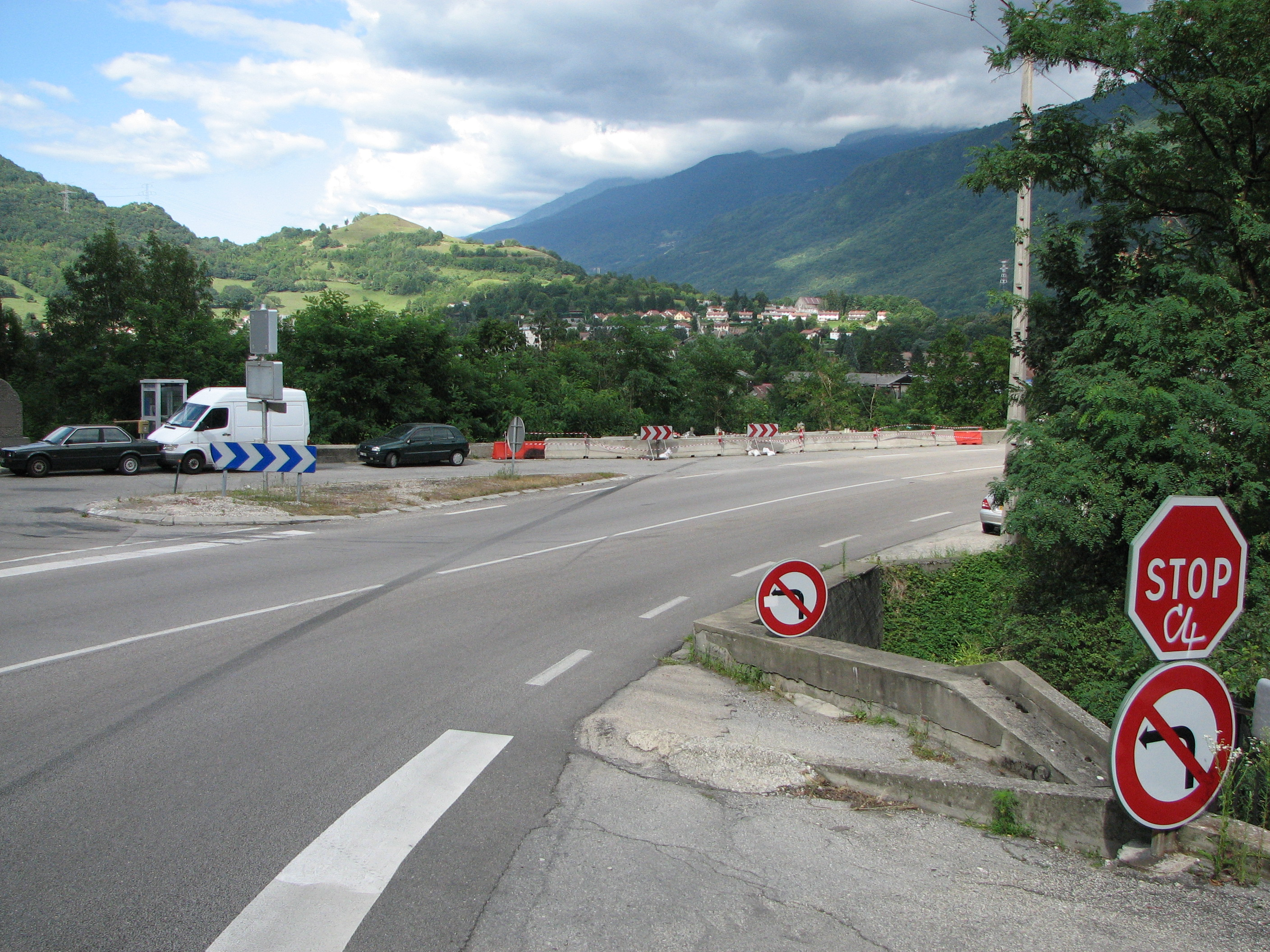
Bas de la descente et dernier virage avec les traces de pneus du car polonais accidenté et le muret détruit

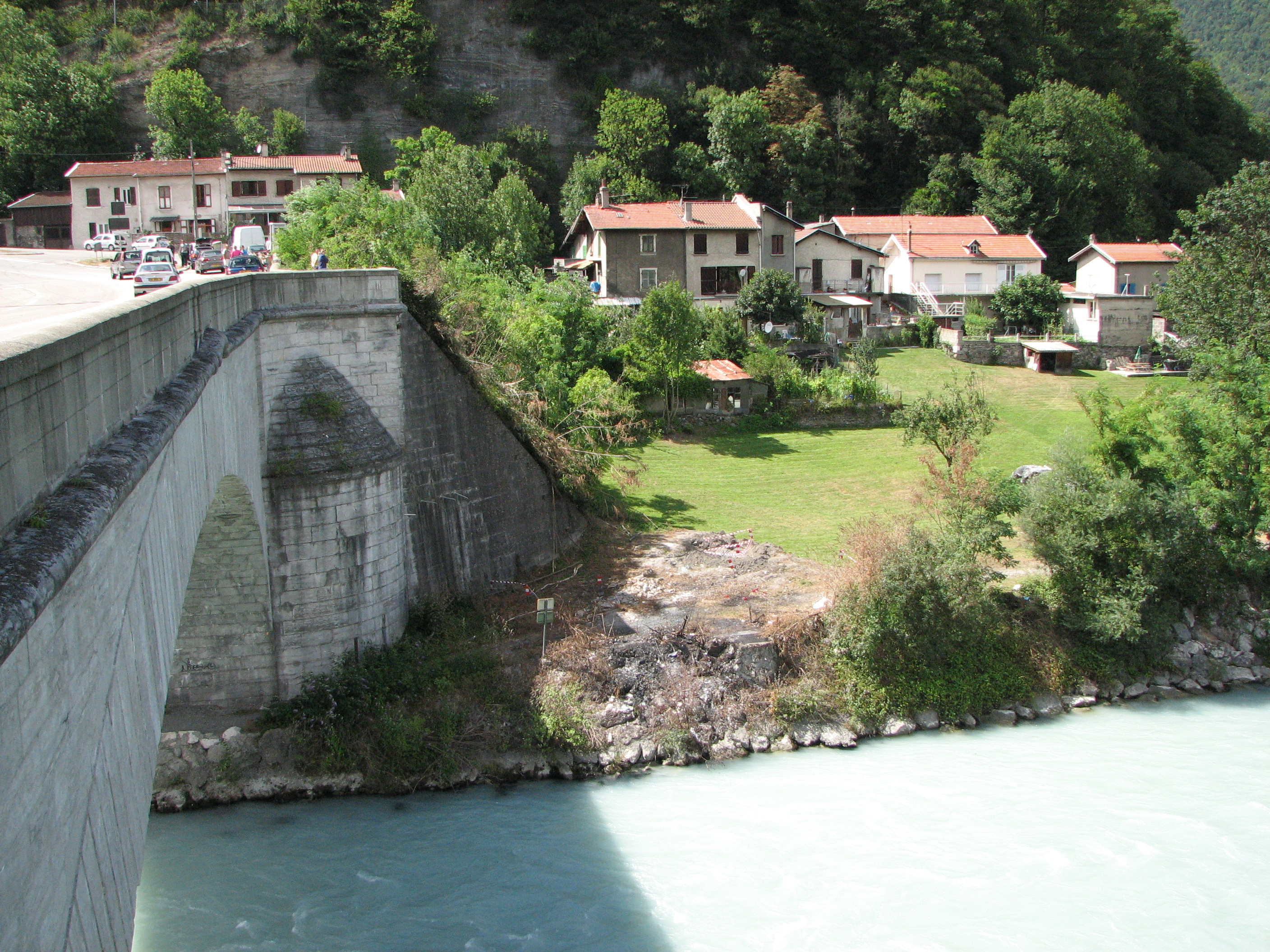
Lieu de l'accident du car de pèlerins polonais huit jours après, photo prise du pont franchissant la Romanche, côté Vizille

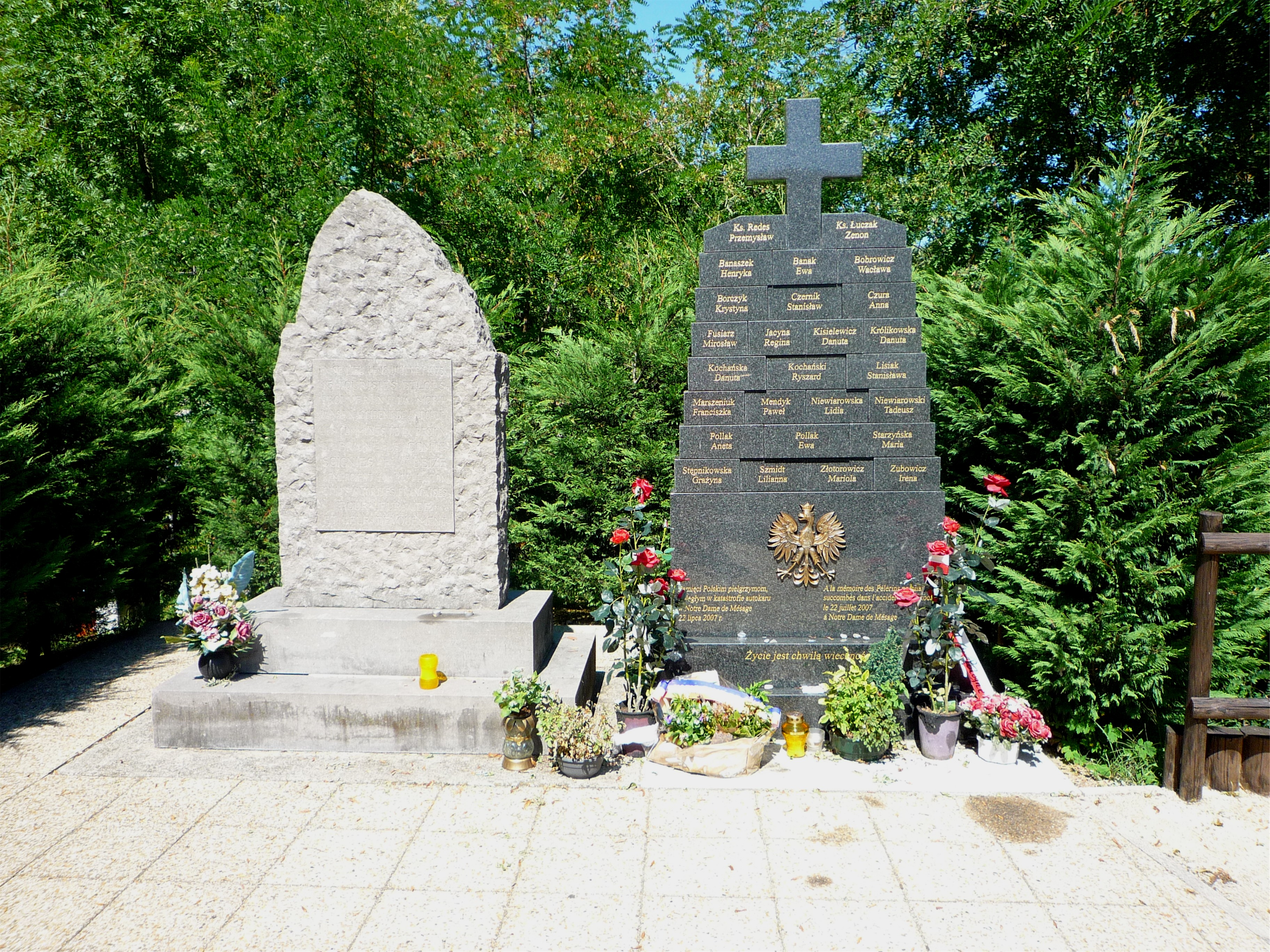
Monuments commémoratifs des deux accidents de 1973 et 2007.

Dans des circonstances très similaires à celles des deux accidents précédents, un car polonais transportant cinquante personnes semble s'être retrouvé sans freins en bas de la descente. Il n'a pu prendre le dernier virage avant le pont et est venu s'écraser en contrebas, près de la rivière, prenant feu immédiatement. La chute est intervenue à quelques mètres de l'endroit où le car belge s'était lui-même écrasé trente-quatre ans plus tôt. L'accident s'est produit vers 9 h 30 du matin. Un bilan provisoire au 9 août faisait état de vingt-six morts et vingt-quatre blessés dont neuf grièvement, trois étant placés en réanimation. Cet accident a provoqué une vive émotion en France et en Pologne. Le Premier ministre français François Fillon et le ministre de l'Écologie (chargé du transport) Jean-Louis Borloo se sont rendus sur les lieux de la catastrophe. Le Président de la République polonaise Lech Kaczyński s'est, lui, rendu à Grenoble. Le président français Nicolas Sarkozy l'attendait à l'aéroport de Grenoble-Isère et ils se sont ensuite rendus ensemble au chevet des victimes évacuées dans différents hôpitaux de la ville. 
Le car était parti de Pologne le 10 juillet, avec des pèlerins des villes de Stargard Szczeciński et de Świnoujście (nord-ouest de la Pologne) pour faire un tour des sanctuaires mariaux, d'abord Notre-Dame de Fátima au Portugal, puis celui de Lourdes et enfin le sanctuaire de Notre-Dame de La Salette en Isère. Il finissait donc son périple et retournait en Pologne. Le car transportait quarante-sept pèlerins, une accompagnatrice et deux chauffeurs, tous polonais.
L'enquête montra que le bus n'aurait jamais dû emprunter cette descente interdite aux poids lourds et aux cars sauf autorisation préfectorale, cette dernière n'étant accordée qu'au trafic local et régulier et uniquement pour des véhicules équipés d'un ralentisseur en plus du système de freinage habituel. Les premières auditions des survivants indiquèrent que le chauffeur du car (22 ans, le plus jeune des deux chauffeurs à bord et seulement dix mois de permis) avait volontairement emprunté cet itinéraire, suivant la route la plus courte indiquée par son GPS. Le véhicule est alors passé devant plus de quatorze panneaux successifs interdisant cette portion de route aux cars. L'autre chauffeur et l'accompagnatrice, sévèrement blessés, ont survécu à l'accident.
Le car accidenté était un Scania mis en service en juillet 2000. Il avait passé un contrôle technique en Allemagne trois semaines avant l'accident sans que rien fût signalé, a indiqué le voyagiste polonais (Orlando Travel) qui a organisé le voyage. Outre les deux systèmes de freins habituels, freins à disque et frein moteur, le car était équipé d'un ralentisseur hydraulique permettant de ralentir le véhicule tout en soulageant le système de freinage lors de fortes pentes. 
Selon le rapport d'expertise judiciaire le système de freinage, disques de frein et plaquettes, était en mauvais état et le ralentisseur hydraulique pouvait voir son fonctionnement compromis par le manque d'huile (1,5 litre).
Selon des motards qui roulaient derrière le car dans la descente, les feux stop du car étaient fréquemment allumés. On peut donc penser que le car a beaucoup utilisé ses freins ce qui a pu entraîner une surchauffe à l'origine d'une perte d'efficacité. Les motards ont également indiqué avoir vu des étincelles sous le car, ce qui pourrait confirmer une surchauffe des freins.
Selon le témoignage d'une rescapée, le chauffeur a prévenu les passagers dans la descente en criant « Accrochez-vous aux sièges, les freins ont lâché ! ». Elle a également rapporté que « quelque chose avait craqué à l'avant de l'autocar » juste avant le cri du chauffeur.
Le rapport du Bureau d'enquêtes sur les accidents de transport terrestre (BEA-TT) est rendu public en mars 2009. Il conclut que les deux causes directes immédiates de l'accident sont, d'une part, le mauvais état du système de freinage de l'autocar et, d'autre part, la conduite inappropriée du chauffeur : circulation dans une descente interdite aux autocars, à une vitesse excessive.
Trois autres facteurs sont susceptibles d'avoir joué un rôle dans cet accident ou d'avoir influencé sa gravité : l'absence d'une alerte de dysfonctionnement suffisante des disques de frein et du ralentisseur du véhicule, qui aurait permis au conducteur d'arrêter le véhicule avant la défaillance totale du système de freinage ; l'utilisation d'un navigateur GPS « classique » (c'est-à-dire pour la circulation d'une voiture et non d'un poids-lourd) ; l'absence d'aménagement de secours dans la descente qui aurait permis de limiter la gravité de l'accident. Le navigateur GPS utilisé a une base cartographique complète pour la circulation d'une voiture de tourisme, à laquelle ne s'appliquent pas les restrictions concernant les poids-lourds ; l'appareil a donc proposé l'itinéraire passant par cette rampe de Laffrey, interdite aux camions et aux cars. Roulant dans un pays et une région qui lui étaient étrangers, le conducteur polonais a accordé une confiance totale et aveugle aux indications données par son appareil au point de ne pas voir les panneaux de signalisation informant que la route était interdite à la circulation des cars.
L'analyse des causes et facteurs de l'accident conduit le BEA-TT à émettre des recommandations concernant la signalisation et le système de contrôle/sanction, la formation et la sensibilisation des conducteurs de véhicules lourds à la circulation dans les sections de route à forte pente, les véhicules, notamment les alertes en cas de dysfonctionnement du système de freinage, des navigateurs « GPS » dédiés ou configurés pour la conduite des cars et des camions (qui possèdent une base cartographique routière incluant les restrictions de circulation pour ces véhicules lourds) et l'aménagement d'une infrastructure de secours.
En outre, ce rapport rappelle la nécessité de l'intégration du permis à points dans les réflexions européennes sur l'application transfrontalière du contrôle-sanction, et de la formation de tous les conducteurs européens à la qualité de l'entretien courant de l'autocar.
Le 8 octobre 2007, une décoration a été remise par le président polonais Lech Kaczyński à trente-deux personnes ayant participé aux secours lors d'une cérémonie à l'ambassade de Pologne à Paris.

### Réglementation et signalisation jusqu'à juillet 2007
À la suite des accidents des années 1970, la descente a été l'objet de travaux d'aménagements mais surtout destinés aux véhicules légers, des aménagements pour poids-lourds ou cars se révélant difficiles et coûteux, avec l'élargissement de la route et la création de portions en 3 voies (2+1) sur la partie haute de la descente permettant de doubler en toute sécurité. La descente de Laffrey a fait l'objet d'une stricte interdiction, rappelée par de nombreux panneaux, aux véhicules de plus de 8 tonnes et aux cars sauf autorisation préfectorale. Seule la desserte locale et régulière est autorisée, desserte faite avec des véhicules équipés de ralentisseurs. Les cars et camions venant de la RN 85 doivent bifurquer à La Mure et emprunter la route départementale 529 passant par l'ouest du massif du Conest pour rejoindre Grenoble. Néanmoins, de nombreuses infractions sont constatées.
Autrefois, un panneau avec une tête de mort dont les yeux clignotaient était installé en haut de cette descente, mais a été retiré par la suite car non conforme à la signalisation routière européenne et peu politiquement correct.

### Aménagement après l'accident du22 juillet 2007
Quelques jours après l'accident du car polonais, le Premier ministre français François Fillon a annoncé le 25 juillet 2007 lors d'une conférence de presse une série de mesures et dispositifs destinée à empêcher qu'un car ou qu'un poids-lourd non autorisé emprunte cette descente. Il sera installé immédiatement des panneaux avec flash et ralentisseurs à hauteur des panneaux actuels, puis avant fin septembre des portiques à lamelles seront montés (un véhicule hors gabarit qui s'engage sur la descente se rendra physiquement compte que cela est interdit puisque le véhicule touchera les lamelles) avant l'installation de portiques en dur et de faible hauteur empêchant tout passage de poids lourds, un passage à barrière avec carte magnétique sera installé à côté pour les cars et poids lourds autorisés à emprunter la descente pour la desserte locale[réf. incomplète].
Rapidement, des flashes lumineux ont été montés sur les panneaux d'interdiction et de déviation pour les poids-lourds non autorisés. Et le 17 juillet 2008, le nouveau dispositif composé de portiques a été mis en place, précisément sur le site du lieu-dit Les Renardières, à 800 mètres du début de la descente. La hauteur de passage est désormais limitée à 2,60 mètres.
Par ailleurs, les véhicules dont le poids dépasse 7,5 tonnes sont interdits, tout comme ceux de transport en commun de plus de dix personnes, chauffeur compris (sauf dérogations préfectorales).

## Sports

### Cyclisme

#### Tour de France
La côte de Laffrey a été franchi au total à 21 reprises par le Tour de France. Il a été classé en 1e ou 2e catégorie. Voici les coureurs qui ont franchi les premiers le col,, :
| Année | Étape | Catégorie | Coureur                            |
| ----- | ----- | --------- | ---------------------------------- |
| 1905  | 4e    |           | Julien Maitron                     |
| 1906  | 5e    |           | René Pottier                       |
| 1907  | 6e    |           | Émile Georget                      |
| 1908  | 6e    |           | André Pottier                      |
| 1909  | 6e    |           | François Faber et Gustave Garrigou |
| 1910  | 6e    |           | Émile Georget                      |
| 1911  |       |           | Paul Duboc et Louis Heusghem       |
| 1912  |       |           | Odiel Defraye                      |
| 1933  |       |           | Francesco Camusso                  |
| 1934  |       |           | Vicente Trueba                     |
| 1935  | 8e    |           | Gabriel Ruozzi                     |
| 1936  |       |           | Julian Berrendero                  |
| 1937  |       |           | Gino Bartali                       |
| 1951  | 21e   | 2e        | Gino Bartali                       |
| 1954  | 18e   | 2e        | Federico Bahamontes                |
| 1970  | 13e   | 2e        | Andres Gandarias                   |
| 1971  | 11e   | 2e        | Joaquim Agostinho                  |
| 1984  | 17e   | 1re       | Luis Herrera                       |
| 1987  | 20e   | 1re       | Federico Echave                    |
| 1989  | 18e   | 2e        | Laurent Biondi                     |
| 2010  | 10e   | 1re       | Mario Aerts                        |

#### Critérium du Dauphiné
L'édition 2010 et la 5e étape de l'édition 2014 entre Sisteron et La Mure emprunte la rampe de Laffrey.

### Automobilisme et motocylisme
Un concours de côte se déroule à la côte de Laffrey de 1901 jusqu’en 1952 pour les automobiles et jusqu’en 1964 pour les motos,.